# Amt Münchehofe
Koordinaten: 52° 9′ N, 13° 50′ O

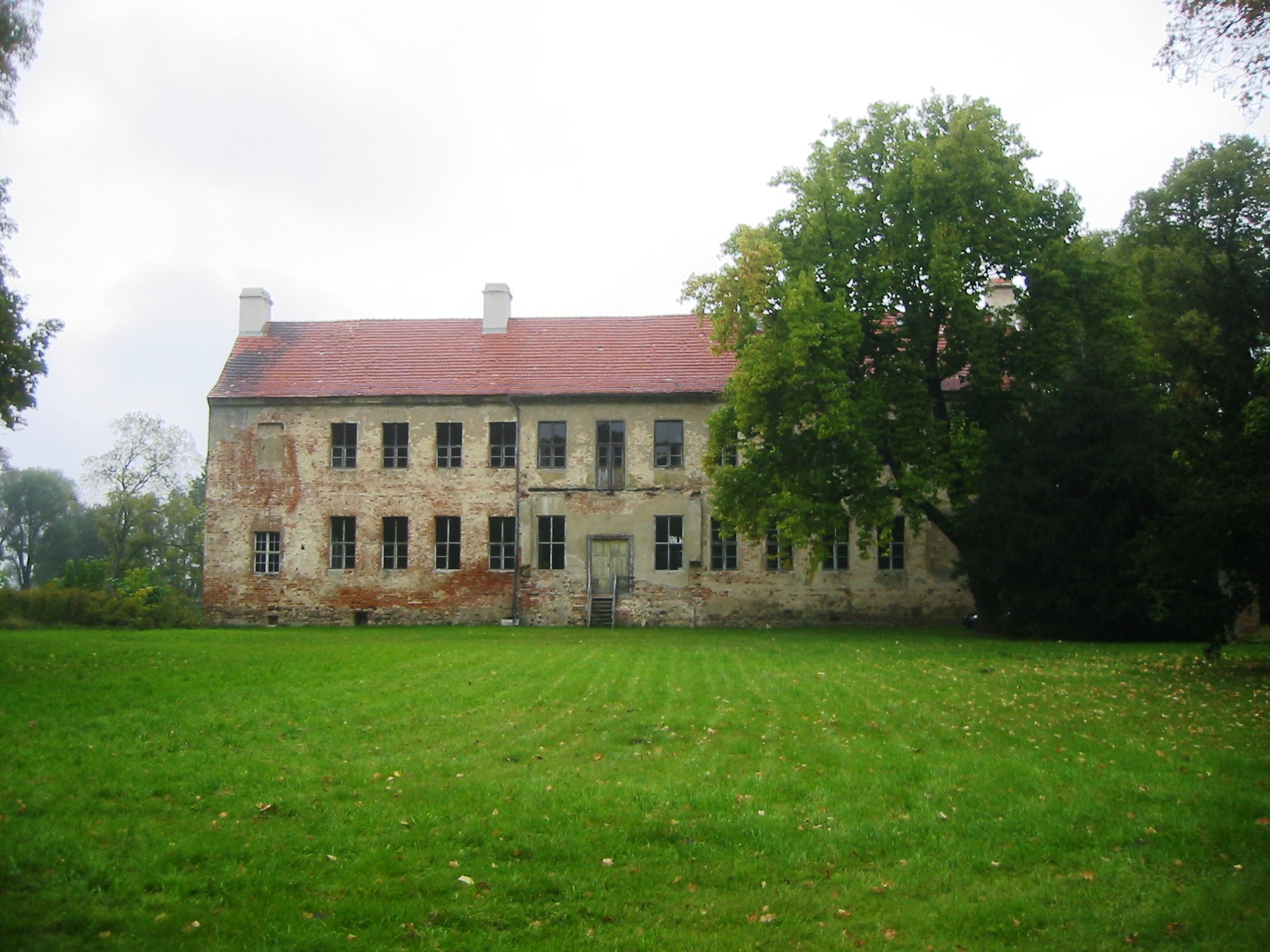
Das ehemalige Amtsgebäude in Münchehofe, ein denkmalgeschütztes Gebäude aus dem 18. Jahrhundert

Das Amt Münchehofe war ein kurfürstlich-brandenburgisches bzw. königlich-preußisches Domänenamt, das 1728 geschaffen wurde. Es hatte seinen Amtssitz in Münchehofe (Amt Schenkenländchen im Landkreis Dahme-Spreewald) und gehörte zur königlichen Herrschaft Wusterhausen (später Königs Wusterhausen). Das Gebiet des Amtes lag in den heutigen Gemeinden Münchehofe und Storkow (Mark) (Landkreis Oder-Spree) im Land Brandenburg. Ab 1810 wurden die Vorwerke in Erbpacht verkauft, das Amt Münchehofe wurde nun zum Rentamt. 1824 wurde das Amt Münchehofe mit dem Amt Buchholz vereinigt.

## Lage
Das vier Dörfer umfassende Amt lag im östlichen Teil des heutigen Landkreises Dahme-Spreewald und im westlichen Teil des Landkreises Oder-Spree. Drei der vier Orte gehören heute zur Gemeinde Münchehofe (Amt Schenkenländchen), Groß Eichholz ist heute ein Ortsteil der Stadt Storkow (Mark).

## Geschichte
In den Jahren 1728/9 kaufte der brandenburgische Kurfürst und König in Preußen Friedrich Wilhelm I. einige Einzelbesitzungen in und um Münchehofe und bildete daraus das Amt Münchehofe, das er seiner Herrschaft Wusterhausen unterstellte. Um 1820 gehörten folgende Orte zum Amt (im Wesentlichen nach dem Ortschaftsverzeichnis des Regierungsbezirks Potsdam):
- Birkholz (Dorf und Vorwerk) (heute ein bewohnter Gemeindeteil von Münchehofe). Friedrich Wilhelm I. kaufte das Dorf am 8. Juni 1728 von Heinrich Wilhelm v. Langen für 20.284 Taler.[2][Anmerkung 1] 1775 nennt Büsching nur das Dorf, kein Vorwerk.[3] 1812 (nach Berghaus: 1811[4]) wurde das Vorwerk Birkholz an den bisherigen Pächter des Amtes, den Oberamtmann Bornemann verkauft.[5] Auf dem Urmesstischblatt ist östlich von Birkholz ein Teerofen verzeichnet (um 1910: Försterei Pechhütte). Die Försterei gibt es heute nicht mehr.
- Groß Eichholz (Dorf und Vorwerk) (heute ein Ortsteil der Gemeinde Storkow (Mark)). Der Ort wurde von Friedrich Wilhelm I. am 28. April 1729 dem Siegfried Wilhelm von Stutterheim zusammen mit Neuendorf am See für 30.000 Taler abgekauft.[2] Büsching nennt 1775 Dorf, Vorwerk und Schäferei.[3] Das Vorwerk in Groß Eichholz wurde 1814 in Erbpacht verkauft, 1885 zurückgekauft. Das Urmesstischblatt verzeichnet am westlichen Ortsausgang eine Unterförsterei.
- Groß Eichholz, Kolonie für 10 Familien (heute Wohnplatz Kolonie Groß Eichholz im Ortsteil Groß Eichholz der Gemeinde Storkow (Mark)).[6] Wurde Anfang des 19. Jahrhunderts auf Amtsgebiet angelegt.
- Hermsdorf (Dorf und Gut) (heute ein bewohnter Gemeindeteil von Münchehofe). Die Witwe des preußischen Generalleutnants der Kavallerie Andreas Reveillas du Veyne, Karoline-Maria von Mieg verkaufte am 3. Mai 1728 Dorf und Vorwerk Hermsdorf an Friedrich Wilhelm I. 1775 nennt Büsching Dorf, Vorwerk, Schäferei, Wasser- und Schneidemühle.[3] 1812 wurde das Vorwerk in Erbpacht verkauft[7], 1852 aber von der königlichen Hausfideikommissverwaltung wieder zurückgekauft. Die Mühle bei Hermsdorf wird 1820 als Wasser-, Mahl-, Schneide- und Graupenmühle beschrieben.[8] Im Urmesstischblatt ist nördlich von Hermsdorf ein Teerofen (um 1910: Pechhütte) und die Kleine Mühle (an der Einmündung des Hermsdorfer Fließes in die Dahme) eingezeichnet. Teerofen und Kleine Mühle existieren heute nicht mehr.
- Münchehofe (Dorf und Vorwerk). Dorf und Vorwerk Münchehofe kaufte Friedrich Wilhelm I. am 10. Mai 1728 von Ernst Friedrich von Platen. Büsching nennt 1775 Dorf, Meierei, Schäferei und Windmühle.[3] 1814 wurde das Vorwerk zu Erbpacht verkauft, wurde aber vom königlichen Hausfidekommiß 1885 zurückgekauft. Die Windmühle stand unmittelbar östlich des Dorfes am Weg nach Groß Eichholz, die Bergschäferei lag südöstlich des Dorfes. Beide existieren nicht mehr.
- Ziegelscheune oder Ziegelmeierei, Etablissement, zu Münchehofe gehörig (existiert nicht mehr; lag südöstlich des Ortskerns von Münchehofe. In den Restlöchern der Tongrube haben sich zwei sehr kleine Teiche gebildet)

Büsching führt 1775 auch Neuendorf am See und Leibsch unter dem Amt Münchehofe auf. Vermutlich sind beide Nennungen Schreibfehler, denn Büsching schreibt selber (S. 33), dass zum Amt Münchehofe nur vier Dörfer gehörten. Neuendorf am See und Leibsch gehörten jedenfalls später zum Amt Krausnick. Beide Dörfer waren allerdings nach Münchehofe eingekircht. Noch um 1910 führte der Kirchsteig von Neuendorf am See nach Münchehofe.
Mit dem Verkauf der Vorwerke in Erbpacht wurde das Amt Münchehofe zum Rentamt. Ab 1824 wurde das Amt Münchehofe zusammen mit dem Amt Buchholz verwaltet, und damit de facto aufgelöst, formal als eigenes Amt aber weiter geführt.

## Amtleute
- 1729–1747 Michael Schönebeck[9]
- 1747–1767 Friedrich Christoph Schönebeck, dessen Sohn[9]
- 1774–1776 Gottgetreu[9]
- 1777–1786 Waldow[9]
- 1787–1811 Friedrich Karges, Oberamtmann und Pächter (von 1803 an gepachtet)[9]
- 1811 Teltow, Amtmann[9]
- 1815 Schubke[9]
- 1837 Holze, Amtmann[10]

1845 wurden die Rentämter Buchholz, Münchehofe und Teupitz interimsweise vom Bürgermeister von Buchholz, Cusig verwaltet. 1851 wurden die vier Rentämter Buchholz, Krausnick, Münchehofe und Teupitz vom Rentmeister Cusig verwaltet. 1865 nahm Rentmeister Fischer diese Stelle ein.

## Belege

## Anmerkung
1. ↑  Schulze schreibt hier fälschlich von Schlabrendorf.

Blossin |
Buchholz |
Gallun |
Groß Machnow |
Kossenblatt |
Krausnick |
Münchehofe |
Rotzis |
Selchow |
Tauche |
Teupitz |
Trebatsch |
Waltersdorf |
Königs Wusterhausen